# Complemento oggetto interno
In linguistica, un complemento oggetto interno è un oggetto diretto che condivide la stessa radice o lo stesso significato del verbo a cui è legato. È retto sempre da un verbo intransitivo. Tale nozione rappresenta dunque una specificazione su basi semantiche della nozione di complemento oggetto.
Il complemento oggetto interno esiste in molte lingue, anche completamente indipendenti l'una dall'altra. È infatti presente in italiano, in arabo, cinese, tedesco, inglese, ebraico, islandese, coreano, russo, greco antico, giapponese, latino.
Di norma, i verbi detti "intransitivi" non hanno altro argomento oltre al soggetto. Alcuni verbi intransitivi possono però avere dei complementi oggetti, detti "interni". Così, ad esempio:
Lucia dorme sonni tranquilli.
Marco visse una vita di stenti.
Come si vede, normalmente l'oggetto interno ha un significato affine al verbo di cui diviene argomento o persino condivide la stessa radice, ed è inoltre spesso accompagnato da un aggettivo.
Di norma, è possibile sostituire il complemento oggetto interno con un avverbio (lessicalmente legato per derivazione all'aggettivo che sostituisce):
Lucia dorme tranquillamente
Marco visse infelicemente